# Britta Thomsen

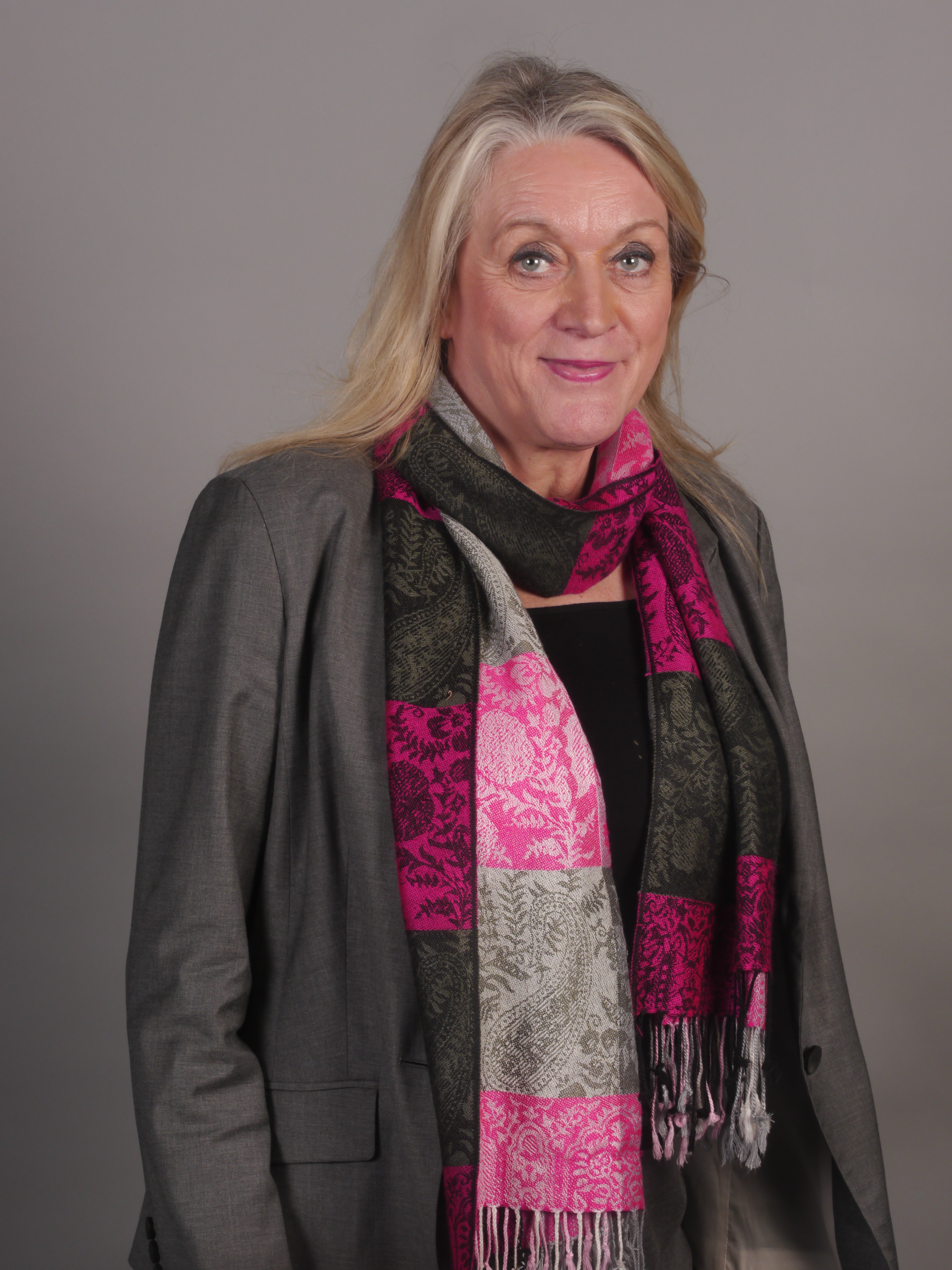
Britta Thomsen

Britta Thomsen (Aalborg, 23 januari 1954) is een Deens politica van de partij Socialdemokraterne.
Tussen 2004 en 2014 was ze namens haar partij lid van het Europees Parlement. Daar was ze vicevoorzitter van het comité voor Industrie, Onderzoek en Energie. Ze was er ook lid van de commissie Vrouwenrechten en Gendergelijkheid, plaatsvervanger in de commissie Ontwikkelingssamenwerking en vicevoorzitter van de delegatie voor de betrekkingen met Zuid-Afrika.

## Carrière
- Beurs, Noordelijk Afrika Instituut, Uppsala (1979)
- Studies in Portugese taal en cultuur, Universiteit van Lissabon (1979–1980)
- Studies in het Portugees en Spaans, Universiteit van Aarhus (1980–1983)
- MA (Geschiedenis), Universiteit van Aarhus
- Leraar en organisator in het volwassenenonderwijs (1983–1989)
- Consultant (verschillende contracten)
- Consultant, HK (Unie van commerciële en administratieve medewerkers in Denemarken), verantwoordelijk voor de internationale projecten en onderzoeken in het toerisme en de dienstensector (1994–2000)
- Lid van de partij-programmacommissie (2000)
- Directeur en eigenaar van Facilitate (consultancy), het werken met problemen op de arbeidsmarkt op Europees niveau (2001–2004)
- Europarlementariër (2004–2014)